# Collesalvetti
Collesalvetti est une commune italienne d'environ 16 700 habitants située dans la province de Livourne, dans la région Toscane, dans le centre de l'Italie.

## Administration
| Période                                  | Période | Identité      | Étiquette                    | Qualité |
| ---------------------------------------- | ------- | ------------- | ---------------------------- | ------- |
| 1994                                     | 1999    | Monica Lischi | Parti démocrate de la gauche |         |
| 1999                                     | 2004    | Nicola Nista  | Démocrates de gauche         |         |
| 2004                                     | 2009    | Nicola Nista  | Démocrates de gauche         |         |
| 2009                                     | 2014    | Lorenzo Bacci | Parti démocrate              |         |
| 2014                                     |         | Lorenzo Bacci | Parti démocrate              |         |
| Les données manquantes sont à compléter. |         |               |                              |         |

### Hameaux
Stagno, Vicarello, Guasticce, Nugola, Parrana San Martino, Colognole, Parrana San Giusto, Castell'Anselmo

### Communes limitrophes
Cascina, Crespina, Fauglia, Livourne, Orciano Pisano, Pise, Rosignano Marittimo

### Jumelages
- Garching an der Alz (Allemagne) depuis 2003